# Torgil

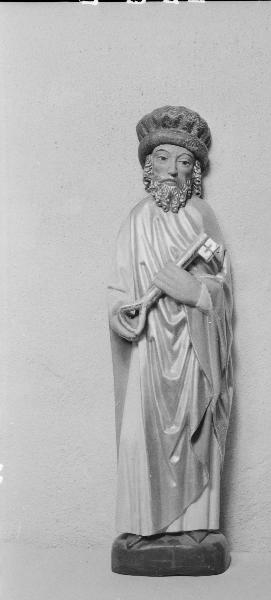
Staty av Sankt Torgil i Övergrans kyrka.

Sankt Torgil eller Torkel är ett svenskt helgon som enligt traditionen var kyrkvärd i Kumla kyrka i Närke under medeltiden. Han tros ha dödats för sin tros skull med kyrkans klockkläpp.
I den äldre Kumla kyrka förvarades hans reliker som var ett viktigt vallfärdsmål där också huvudaltaret var invigt åt densamme. I Sverige fick det katolska kyrkoåret en högtidsdag ägnad Torgil vilken ska ha infallit någon gång i maj eller juni. På olika platser i Sverige uppträder helige Torgil på kalkmålningar eller som i Linköping i en medeltida bönbok.